# Pejote
Pejote (pejote kaktus, lofofora, lat. Lophophora), rod od tri vrste kaktusa
. Najpoznatiji je pejote kaktus, L. williamsii, iz Meksika i Teksasa, važan u religijskim obredima Indijanaca sjevernog Meksika i američkog jugozapada (pejote kult). Iz Meksika su ga navodno Carrizo Indijanci prenesli Komančima u Teksas.
Najjužniji predstavnik ovog roda je L. fricii iz sjeveroistočne Argentine.

## Vrste
1. Lophophora diffusa (Croizat) Bravo
2. Lophophora fricii Haberm.
3. Lophophora williamsii (Lem.) J.M.Coult.